# Swami
Pour le film homophone sorti en 1977, voir Swami (film).
 (avril 2008).
Si vous disposez d'ouvrages ou d'articles de référence ou si vous connaissez des sites web de qualité traitant du thème abordé ici, merci de compléter l'article en donnant les références utiles à sa vérifiabilité et en les liant à la section « Notes et références ».

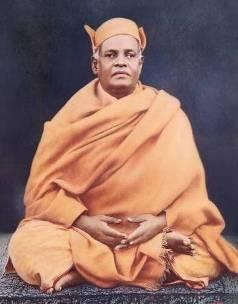
Le swami Saradananda (1865-1927)

Swami, (IAST: Svāmin, Svāmī au nominatif, fém.: svāminī, devanāgarī: स्वामी) est un mot sanskrit qui signifie « propriétaire, maître, seigneur » (de svā « propre, personnel, privé » et min, « possédant »), équivalent de « sire » et par métonymie « précepteur spirituel ». C'est aussi un titre de courtoisie qui peut être placé devant ou après le nom comme dans Svāmī Śivānanda Sarasvatī ou Chandra Svāmī Udasin. C’est le « gourou » qui donne au disciple le nom avec ce titre au cours de la cérémonie de la prise du sannyāsa : renoncement au monde profane (dans l'hindouisme « gourou » signifie « guide spirituel, confident, confesseur, conseiller » et n'a pas la connotation péjorative que ce mot a acquis en Occident).
Un svāmī est un moine qui a prononcé des vœux, notamment de célibat, qui est au service des autres et qui a renoncé au monde afin de se consacrer pleinement à l’effort de l’expérience directe de la plus haute réalisation spirituelle (éveil ou réalisation du soi).
C'est également un titre donné à des personnes reconnues comme des maîtres ou des instructeurs spirituels.

### Musique
- Swami Records